# Viktor Ivanovič Močulskij
Viktor Ivanovič Močulskij alias Victor von Motschulsky, rusky Виктор Иванович Мочульский, (11. dubna 1810 Petrohrad – 5. června 1871 Simferopol) byl ruský entomolog, zabývající se hlavně řádem brouci (Coleoptera).
Močulskij byl plukovníkem Ruské carské armády, a podnikal rozsáhlé zahraniční výpravy. Objevil a popsal mnoho brouků, žijících v oblasti Sibiře, Aljašky, Spojených států amerických, Evropy a Asie. I když měl sklon ignorovat již poznané, a jeho práce na poli klasifikace nebyla moc kvalitní, velkým přínosem pro entomologii bylo jeho objevování dosud dokumentačně nezpracovaných regionů, často v nepřístupných oblastech. Popsal mnoho nových rodů a druhů, velká část těchto poznatků zůstala platná dodnes.

## Výpravy
Močulskij podnikl tyto cesty:
1836 - Francie, Švýcarsko a Alpy v severní Itálii a Rakousku
1839-1840 - Ruský Kavkaz, Astrachaň, Kazaň a Sibiř
1847 - Kirgizie
1850-1851 - Německo, Rakousko, Egypt, Indie, Francie, Anglie, Belgie a Dalmácie
1853 - Spojené státy americké, Panama, s návratem do Petrohradu, přes Hamburk, Kiel a Kodaň
1853 - Německo, Švýcarsko a Rakousko

## Dílo
Močulskij publikoval 45 prací, zejména z oboru biogeografie, faunistiky, nebo systematiky entomologie. Většina těchto děl byla vytvořena na základě studií sbírek hmyzu, které vytvořilo mnoho jiných přírodovědců, zvláště Rusů, kteří působili na Sibiři. Většina se týkala řádu brouci (Coleoptera), některé motýlů (Lepidoptera) a polokřídlých (Hemiptera).
Nejdůležitější z nich jsou:
- Insectes de la Sibérie rapportés d'un voyage fait en 1839 et 1840. Mémoires de l'Académie Impériale des Sciences de St. Pétersbourg, 13: 1-274. (1845)
- Die Kaefer Russlands. I. Insecta Carabica. Moscow: Gautier, vii + 91 pp. + 9 tables. (1850).
- Coléoptères nouveaux de la Californie. Bulletin de la Société Impériale des Naturalistes de Moscou, 32: 122-185 (1859).
- Études entomologiques. 10 volumes (1852-61 ).
- Catalogue des insectes rapportés des environs du fleuve Amour, dépuis la Schilka jusqu'à Nikolaevsk. Bulletin de la Société Naturaliste de Moscou 32:487-507 (1859)
- Coléoptères rapportés de la Songarie par M. Semenov et décrits par V. de Motchoulski. Bulletin de l’Académie Impériale des Sciences de Saint-Pétersbourg 1(5):301-304 (1859).
- Insectes de Indes Orientales, et de contrées analogues. Études entomologiques 8(1859):25-118 (1860).
- Coléoptères rapportés en 1859 par M. Sévertsef des steppes méridionales des Kirghises et énumérés. Bulletin de l’Académie Imperiale des Sciences de Saint-Pétersbourg 2:513-544, 2 plates (1860)..
- Coleoptères rapportés en 1859 par M. Severtsef des Steppes méridionales des Kirghises. Mélanges biologiques, 3 (1857-1861):408-452 (1860).
- Coléoptères rapportés de la Songarie par M. Semenov et décrits par V. de Motchoulski. Mélanges biologiques 3:290-309 (1860)
- Motschulsky, V. I.. Coléoptères de la Sibérie orientale et en particulier des rives de l'Amour. In: Schrenk’s Reisen und Forschungen im Amurlande 2:77-257, 6 color plates, St. Petersburg (1861).
- Essai d'un Catalogue des Insectes de l'île Ceylan. Bulletin de la Société Impériale des Naturalistes de Moscou 34(1):95-155 (1861).
- Catalogue des insectes reçus du Japon. Bulletin de la Société Impériale des Naturalistes de Moscou 39(1):163-200 (1866).

## Sbírky
Zbylé části Močulského sbírek jsou rozděleny mezi několik institucí, jakými jsou: Moskevská státní univerzita, Zoologické muzeum Petrohrad, Humboldtovo muzeum a Německý entomologický institut.